# Église Saint-Sauveur d'Hérisson
L'église Saint-Sauveur est une église située à Hérisson, en France.

## Localisation
L'église est située sur la commune d'Hérisson, dans le département français de l'Allier.

## Description

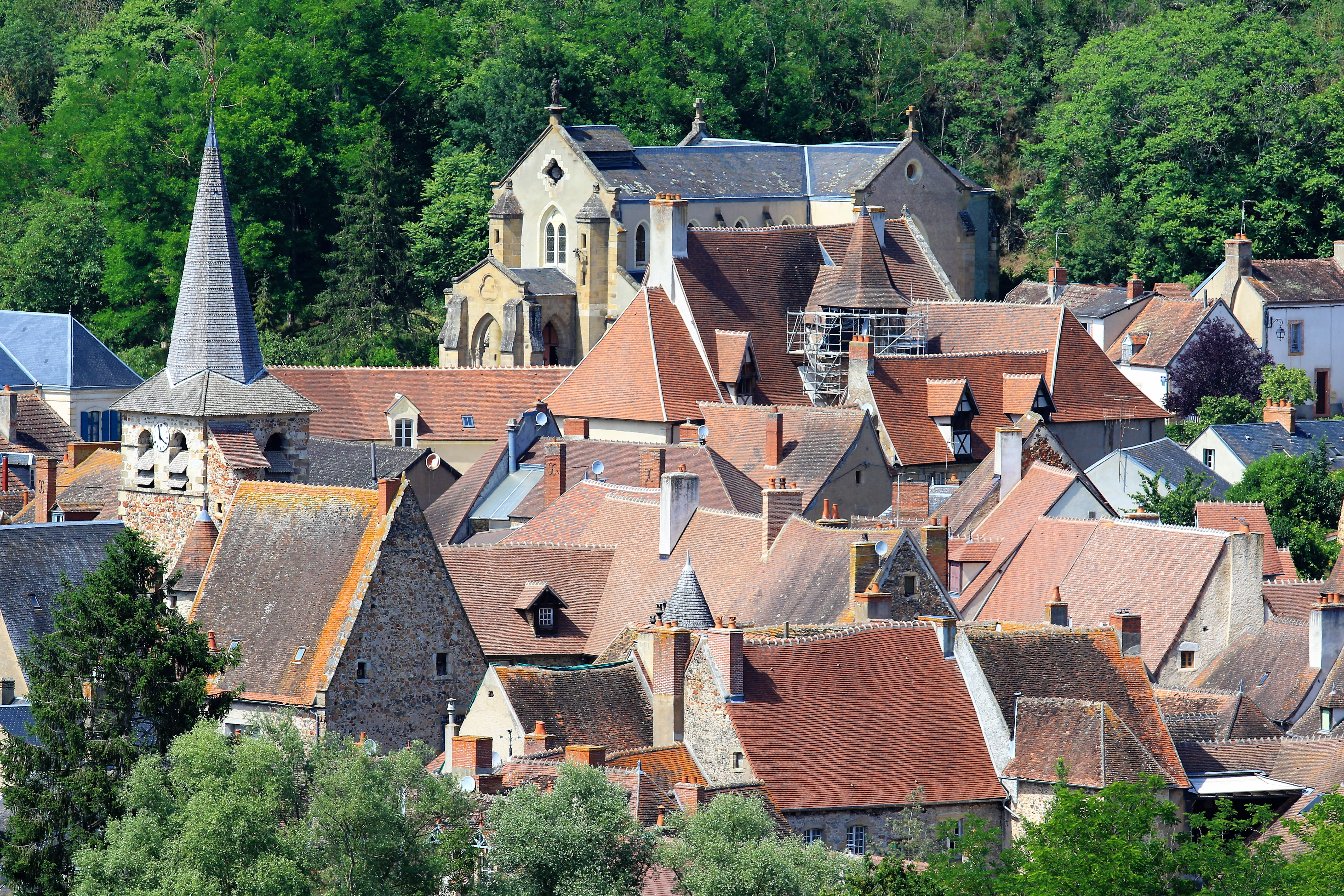
Clocher Saint-Sauveur à gauche.

## Historique
Vestige de l'ancienne église et collégiale Saint-Sauveur du XIIe siècle, dont il ne reste plus aujourd'hui que le clocher. Le corps de la collégiale a été détruit lors de la Révolution.
Le clocher restant fut utilisé comme simple beffroi pendant des années, mais a retrouvé aujourd'hui sa fonction initiale de clocher, pour l'église Notre-Dame qui se trouve à quelques centaines de mètres plus haut dans le bourg.
L'édifice est inscrit au titre des monuments historiques en 1927.